# Nancy Harrow
Nancy Harrow (* 3. Oktober 1930 in New York City) ist eine US-amerikanische Jazzsängerin.

## Leben
Nancy Harrow studierte klassisches Klavierspiel, seit sie sieben Jahre alt war, entschied sich aber dann für den Tanz, später für Jazzgesang. Sie erzielte Aufmerksamkeit in der Jazzszene durch ein Album, das sie 1960 auf dem Candid-Label mit Musikern wie Kenny Burrell, Buck Clayton, Dickie Wells und Milt Hinton einspielte (Wild Women Don’t Have the Blues). Produziert wurde es von ihrem Entdecker, Nat Hentoff.
Nach ihrem Candid-Album folgte noch eines für Atlantic (1962), „You Never Know“ mit John Lewis als musikalischem Direktor, Arrangeur und Pianist, sowie Dick Katz, Phil Woods, Jim Hall, Richard Davis und Connie Kay.
Dann stieg Harrow längere Zeit aus dem Musikgeschäft aus, um sich ihrer Familie zu widmen und ihre beiden Söhne zu erziehen. In dieser Zeit war sie mit der Herausgabe einer literarischen Zeitschrift American Journal beschäftigt. 1975 kehrte sie auf die Jazzszene zurück und nahm eine Reihe von Alben für die Label Audiophile, Finesse, Inner City, Tono, Gazell und Soul Note auf mit Begleitmusikern wie Bob Brookmeyer, Roland Hanna, Dick Katz, Clark Terry und erneut Phil Woods. Harrow gilt als talentierte, auf dem Swing basierende Sängerin. Für ihr Album „Lost Lady“ schrieb sie das Song-Material selbst, auf der Grundlage eines Textes von Willa Cather. Ihrem Album „The Marble Faun“ liegt eine Novelle von Nathaniel Hawthorne zu Grunde.

## Diskographische Hinweise
- 1960 – Wild Women Don’t Have the Blues (Candid)
- 1963 – You Never Know (Atlantic)
- 1986 – You’re Nearer (Baldwin Street Music) mit Bob Brookmeyer, Roland Hanna
- 1991 – Secrets (Soul Note) mit Clark Terry, Dick Katz, Ray Drummond, Ben Riley
- 1993 – Lost Lady (Soul Note) mit Clark Terry, Dick Katz, Phil Woods, Drummond, Riley
- 1997 – The Marble Faun (Harbinger) mit Roland Hanna, John Clark, Frank Wess, Grady Tate
- 2007 – The Cat Who Went to Heaven (Artists House)